# K2-3b
K2-3b, também conhecido como EPIC 201367065 b, é um exoplaneta sólido que está orbitando em torno de K2-3, uma estrela anã vermelha localizada a cerca de 137 anos-luz (45 pc de distância a partir da Terra, na constelação Leo. O planeta completa uma órbita a cada 10 dias. Ele tem uma densidade de 4,32 g/cm3.
Este planeta foi descoberto pela sonda espacial Kepler, durante a sua missão estendida K2, Campanha 1. Sua massa foi determinada através de medições de velocidade radial tiradas pelo HARPS, indicando que é planeta rochoso com até 50% da massa em uma camada de água.